# Kraftwerk Penide
Das Kraftwerk Penide (portugiesisch Barragem de Penide) ist ein Laufwasserkraftwerk am Fluss Cávado, das in der Region Nord Portugals im Distrikt Braga liegt. Ungefähr einen Kilometer flussaufwärts vom Kraftwerk überquert die Autobahn A3 den Cávado. Etwa sieben Kilometer flussabwärts liegt die Stadt Barcelos.
Das Kraftwerk ging 1951 mit der ersten Maschine in Betrieb. 1970 kam dann eine weitere Maschine hinzu. Das Kraftwerk wurde 1995 renoviert. Es ist im Besitz von HDN, Energia do Norte, SA (HDN), wird aber von Energias de Portugal (EDP) betrieben.

## Absperrbauwerk
Das Absperrbauwerk ist eine Staumauer aus Mauerwerk mit einer Höhe von 21 m über der Gründungssohle (20 m über dem Flussbett). Die Mauerkrone liegt auf einer Höhe von 24 m über dem Meeresspiegel. Die Länge der Mauerkrone beträgt 51 m. Das Volumen des Bauwerks beträgt 9000 m³.
Die Staumauer unterteilt sich in jeweils ein Maschinenhaus auf beiden Flussseiten sowie eine Wehranlage in der Mitte. Die Wehranlage besteht aus zwei Toren, über die maximal 2400 m³/s abgeführt werden können. Das Bemessungshochwasser liegt bei 2400 m³/s; die Wahrscheinlichkeit für das Auftreten dieses Ereignisses wurde mit einmal in 100 Jahren bestimmt.

## Stausee
Beim normalen Stauziel von 16,7 m (maximal 20 m bei Hochwasser) erstreckt sich der Stausee über eine Fläche von rund 0,69 km² und fasst 0,5 Mio. m³ Wasser.

## Kraftwerk
Das Kraftwerk Penide ist mit einer installierten Leistung von 4,8 MW eines der kleineren Wasserkraftwerke in Portugal. Die durchschnittliche Jahreserzeugung liegt bei 22,3 Mio. kWh.

### Maschinen
Es sind zwei Kaplan-Turbinen mit unterschiedlicher Leistung installiert. Die folgende Tabelle gibt einen Überblick:
| Maschine | Nenndrehzahl (1/min) | Turbine (MW) | Generator (MVA) | Transformator (MVA) |
| -------- | -------------------- | ------------ | --------------- | ------------------- |
| 1        | 167                  | 1,875        | 2,25            | 2,7                 |
| 2        | 136                  | 2,997        | 3,5             | 4,2                 |

Die Nennspannung der Generatoren beträgt 4 kV. In der Schaltanlage wird die Generatorspannung von 4 kV mittels Leistungstransformatoren auf 15 kV hochgespannt.